# Рогачица
За чланак о селу у општини Косовска Каменица, погледајте чланак Рогачица.
Рогачица је насеље у Србији у општини Бајина Башта у Златиборском округу. Према попису из 2022. било је 510 становника. Стари назив насеља је Својдруг.
Указом Краља од 26. марта 1886. године насеље је добило статус варошице.
Овде се налазе Црква Вазнесења Христовог у Рогачици и ОШ „Стеван Јоксимовић” Рогачица.

## Демографија
У насељу Рогачица живи 648 пунолетних становника, а просечна старост становништва износи 45,4 година (43,7 код мушкараца и 47,2 код жена). У насељу има 280 домаћинстава, а просечан број чланова по домаћинству је 2,74.
Ово насеље је великим делом насељено Србима (према попису из 2002. године), а у последња три пописа, примећен је пад у броју становника.
|  |

| Демографија | Демографија | Демографија |
| Година      | Становника  | Становника  |
| ----------- | ----------- | ----------- |
| 1948.       | 1.326       |             |
| 1953.       | 1.306       |             |
| 1961.       | 1.248       |             |
| 1971.       | 1.116       |             |
| 1981.       | 995         |             |
| 1991.       | 862         | 851         |
| 2002.       | 768         | 776         |

| Етнички састав према попису из 2002.‍ | Етнички састав према попису из 2002.‍ | Етнички састав према попису из 2002.‍ | Етнички састав према попису из 2002.‍ | Етнички састав према попису из 2002.‍ |
| ------------------------------------ | ------------------------------------ | ------------------------------------ | ------------------------------------ | ------------------------------------ |
|                                      |                                      |                                      |                                      |                                      |
| Срби                                 | Срби                                 |                                      | 752                                  | 97,91%                               |
| Црногорци                            | Црногорци                            |                                      | 8                                    | 1,04%                                |
| Хрвати                               | Хрвати                               |                                      | 1                                    | 0,13%                                |
| Руси                                 | Руси                                 |                                      | 1                                    | 0,13%                                |
| Југословени                          | Југословени                          |                                      | 1                                    | 0,13%                                |
| непознато                            | непознато                            |                                      | 4                                    | 0,52%                                |

| Година пописа     | 1948. | 1953. | 1961. | 1971. | 1981. | 1991. | 2002. |
| ----------------- | ----- | ----- | ----- | ----- | ----- | ----- | ----- |
| Број домаћинстава | 255   | 240   | 250   | 256   | 266   | 271   | 280   |

| Број чланова      | 1  | 2  | 3  | 4  | 5  | 6  | 7 | 8 | 9 | 10 и више | Просек |
| ----------------- | -- | -- | -- | -- | -- | -- | - | - | - | --------- | ------ |
| Број домаћинстава | 62 | 92 | 46 | 41 | 18 | 18 | 2 | 1 | 0 | 0         | 2,74   |

| Пол    | Укупно | Неожењен/Неудата | Ожењен/Удата | Удовац/Удовица | Разведен/Разведена | Непознато |
| ------ | ------ | ---------------- | ------------ | -------------- | ------------------ | --------- |
| Мушки  | 344    | 100              | 206          | 27             | 11                 | 0         |
| Женски | 327    | 43               | 205          | 68             | 10                 | 1         |
| УКУПНО | 671    | 143              | 411          | 95             | 21                 | 1         |

| Пол    | Укупно                    | Пољопривреда, лов и шумарство | Рибарство                            | Вађење руде и камена | Прерађивачка индустрија       |
| ------ | ------------------------- | ----------------------------- | ------------------------------------ | -------------------- | ----------------------------- |
| Мушки  | 224                       | 125                           | 0                                    | 0                    | 25                            |
| Женски | 148                       | 102                           | 0                                    | 0                    | 6                             |
| УКУПНО | 372                       | 227                           | 0                                    | 0                    | 31                            |
| Пол    | Производња и снабдевање   | Грађевинарство                | Трговина                             | Хотели и ресторани   | Саобраћај, складиштење и везе |
| Мушки  | 6                         | 24                            | 12                                   | 5                    | 7                             |
| Женски | 0                         | 1                             | 9                                    | 5                    | 2                             |
| УКУПНО | 6                         | 25                            | 21                                   | 10                   | 9                             |
| Пол    | Финансијско посредовање   | Некретнине                    | Државна управа и одбрана             | Образовање           | Здравствени и социјални рад   |
| Мушки  | 0                         | 0                             | 5                                    | 9                    | 2                             |
| Женски | 0                         | 0                             | 1                                    | 11                   | 9                             |
| УКУПНО | 0                         | 0                             | 6                                    | 20                   | 11                            |
| Пол    | Остале услужне активности | Приватна домаћинства          | Екстериторијалне организације и тела | Непознато            | Непознато                     |
| Мушки  | 4                         | 0                             | 0                                    | 0                    | 0                             |
| Женски | 1                         | 0                             | 0                                    | 1                    | 1                             |
| УКУПНО | 5                         | 0                             | 0                                    | 1                    | 1                             |

##### Мапе, карте и планови
- Мапе, аеродроми и временска ситуација локација (Fallingrain)
- Сателитска мапа[мртва веза]
- Гугл сателитска мапа
- План насеља на мапи (Mapquest)